# Patrizia Lombardo
Pour les articles homonymes, voir Lombardo.
Patrizia Lombardo (née le 23 janvier 1950 à Udine et morte le 28 juin 2019 à Genève) est une historienne, essayiste, critique littéraire et universitaire italienne, professeure de littérature française, de littératures comparées et de cinéma, principalement à l'université de Genève.

## Biographie
Lycéenne à Udine, après des études à la faculté de langues de l'Université de Venise, Patrizia Lombardo poursuit ses études à Oxford et à l'université de Princeton. Puis, à Paris, Patrizia Lombardo obtient, en 1981, à l’École des hautes études en sciences sociales, son doctorat de troisième cycle en littérature comparée avec sa thèse Le Livre et la Lettre : une histoire du sujet, dirigée par Roland Barthes et Louis Marin.
Son compagnon est Antoine Compagnon.
Elle enseigne à l'université de Princeton, à l'université de Californie du Sud à Los Angeles, à l'université de Pittsburgh.
Puis elle est professeure à l'université de Genève où elle enseigne la littérature française, la littérature comparée et le cinéma.
Ses domaines de recherche et ses publications portent sur la littérature et l'histoire intellectuelle des XIXe et XXe siècles (tout particulièrement Edgar Poe, Charles Baudelaire, Roland Barthes), sur l'esthétique et la critique d'art, sur l'histoire et la théorie de l'architecture aux XIXe et XXe siècles et sur l'esthétique cinématographique.
Spécialiste de la théorie des émotions, elle est, à partir de 2009, chef du projet Dynamique affective et émotions esthétiques du Swiss National Centre in Competence in Research (NCCR) in Affective Sciences, depuis 2009.
Patrizia Lombardo est membre de la Société académique de Genève depuis 2000 et en est la présidente à partir de 2014, jusqu’à sa mort.
Elle est membre de l'Academia Europaea depuis 2008 et du comité scientifique du Réseau français des instituts d'études avancées (RFIEA).

## Publications
- Edgar Poe et la modernité : Breton, Barthes, Derrida, Maurice Blanchot, Birmingham, Summa publications, 1985, 180 p.
- The three paradoxes of Roland Barthes, Athens, University of Georgia Press, 1989, 165 p.
- Dictionnaire des passions littéraires (co-auteurs : Jacques Fontanille, Élisabeth Rallo Ditche), Paris, éd. Belin, 2005, 302 p.
- Sur les traces de Carlo Ginzburg, numéro spécial de la revue critique co-dirigé avec Martin Rueff, Paris, Les Éditions de minuit, 2011, 160 p.
- Memory and imagination in film Scorsese, Lynch, Jarmusch, Van Sant, New-York, Houndmills, Palgrave Macmillan, 2014, 244 p.
- « André Bazin : le regard inépuisable » (co-auteurs : Antoine de Baecque, Marc Cerisuelɒ), Critique, n° 857, Les Éditions de minuit, 2018, 878 p.
- Critique, n° 687-688, numéro spécial Jean Starobinski, Paris, Les Éditions de minuit, août-septembre 2004.
- « Django Unchained, un réservoir d'émotions postmodernes à la sauce Tarantino », Le Nouvel Observateur, 21 janvier 2013[9].